# Косметски одред мира
Косметски одред мира (званично: Трећи одред специјалне намене) је била краткотрајна формација Треће армије Војске Југославије. Одред је постојао између 2000. и 2001. године, а било је предвиђено да буде распоређен на Косову и Метохији према одредбама Резолуције Савета безбедности Уједињених нација 1244.

## Историјат
Одред је био састављен од 999 припадника Копнене војске, РВ и ПВО и посебних јединица полиције, према одредбама Резолуције 1244 Савета безбедности Уједињених нација, која је предвидела да ће се као помоћ снагама КФОР-а на Косово и Метохију стационирати овај број припадника оружаних снага (војске и полиције) Савезне Републике Југославије.
Свечаност оснивања Трећег одреда специјалних намена уприличена је 1. септембра 2000. године на полигону Петлово бојиште, на 14 километара југозападно од Пирота. Међу присутним званицама у свечаној бини били су потпредседник Савезне владе Никола Шаиновић, савезни министар одбране генерал армије Драгољуб Ојданић, републички министар унутрашњих послова Влајко Стојиљковић, председника Привременог Извршног већа Косова и Метохије Зоран Анђелковић, начелник Генералштаба Војске Југославије генерал-пуковник Небојша Павковић и командант Приштинског корпуса генерал-потпуковник Владимир Лазаревић, док су од страних гостију били присутни представник канцеларије Уједињених нација у Београду и војни аташеи 12 држава (Аустрије, Бугарске, Грчке, Ирака, Италије, Јапана, Кине, Мађарске, Пољске, Румуније, Руске Федерације и Украјине).
На свечаности је генерал Павковић предао заставу одреда његовом команданту генерал-пуковнику Момиру Вукадиновићу, дотадашњем начелнику штаба Приштинског корпуса, родом са Косова и Метохије. Потом је одржана тактичка вежба борбене готовости одреда под називом "Повратак 2000".
Одговарајући на питања новинара да ли ће одред отићи на просторе Косова и Метохије без позива Уједињених нација, генерал Павковић је рекао да се то неће догодити.
Одред је расформиран већ током 2001. године.

## Организација и састав
Одред је био сачињен од припадника пет родова: пешадије, оклопно-механизованих јединица, инжењерије, система веза и АБХО. У саставу се налазило 205 возила - 85 борбених, 17 специјалних и 103 неборбених возила.
Од укупно 999 припадника, близу 10% је било рођено на Косову и Метохији, 35% учествовало у борбеним дејствима током 1998. и 1999. године, а 26% је раније имало службу на КиМ.